# Карнем, Джек
Джек Ка́рнем (англ. Jack Karnehm, 18 июня 1917 — 28 июля 2002) — английский комментатор снукера на канале BBC (с 1978 по 1993 гг.) и профессиональный игрок в снукер и английский бильярд.

## Биография и карьера
Карнем, помимо его достижений в бильярде как игрока и комментатора, сделал большой вклад в развитие специальных очков для игры в снукер — именно в таких очках с расширенными линзами Деннис Тейлор выиграл чемпионат мира в 1985-м.
Как игрок, Карнем был более успешен в английском бильярде. Он выигрывал национальный и мировой любительские первенства (оба в 1969 г.), а, став профессионалом в 1970-м, через год вышел в финал чемпионата мира по английскому бильярду. В финале он проиграл Лесли Дриффилду. В 1973 Джек повторил этот результат, но снова уступил звание чемпиона, на этот раз Рексу Уильямсу. В 1980-м Карнем выиграл свой единственный титул в профессиональном бильярде - чемпионат Великобритании, победив в финале того же Рекса Уильмса. В снукере Джек не достиг значительных результатов.
В 1985 году Джек Карнем выпустил обучающий фильм по снукеру «Understanding Modern Snooker».